# Creighton (Saskatchewan)
Creighton (Town of Creighton) ist eine Kleinstadt im nordöstlichen Bereich der kanadischen Provinz Saskatchewan. Die Gemeinde ist eine „northern municipality“ mit dem Status einer „nördlichen Kleinstadt“ (englisch Northern Town) und umgeben vom Northern Saskatchewan Administration District (NSAD). In der Provinz hat neben Creighton hat nur noch La Ronge den Status einer „nördlichen Kleinstadt“. Creighton grenzt nach Osten an Flin Flon und die Grenze zur benachbarten Provinz Manitoba.
Die heutige Gemeinde entstand im Wesentlichen als sich Menschen an einer Straße, heute Teil des Saskatchewan Highway 167, von Flin Flon zum Amisk Lake niederließen. Creighton wurde dann 1952 zum Dorf ernannt (incorporated) und schon 1957 zur Stadt erhoben.

## Demografie
Der Zensus im Jahr 2016 ergab für die Kleinstadt eine Bevölkerungszahl von 1402 Einwohnern, nachdem der Zensus im Jahr 2011 für die Gemeinde eine Bevölkerungszahl von noch 1498 Einwohnern ergeben hatte. Die Bevölkerung hat damit im Vergleich zum letzten Zensus im Jahr 2011 deutlich entgegen dem Trend in der Provinz stark um 6,4 % abgenommen, während der Provinzdurchschnitt bei einer Bevölkerungszunahme von 6,3 % lag. Bereits im Zensuszeitraum von 2006 bis 2011 hatte die Einwohnerzahl in der Gemeinde entgegen dem Provinzdurchschnitt leicht um 0,3 % abgenommen, während die Gesamtbevölkerung in der Provinz um 6,7 % zunahm.